# أسد بابل (دبابة)
أسد بابل هي نسخة عراقية للدبابة السوفييتية تي-72،  كان يتم تصنيعها في مصنع تم بنائه شمال بغداد في ثمانينات القرن المنصرم في قضاء التاجي في مدينة بغداد، يعد مشروع صناعة دبابات محلية في العراق أحد أكبر المشاريع الحكومة العراقية الرامية للنهوض بالصناعة العسكرية العراقية لتلبية متطلبات الجيش حيث تم اعتبارها من أفضل الأسلحة العراقية.

## التاريخ
تم الاعتماد في بناء هذه الدبابة على مصنع للحديد الصلب في التاجي كان قد بني بواسطة شركة من ألمانيا الغربية. المصنع كان يستفاد منه في كل من النواحي العسكرية والمدنية حيث كان يتم صيانة وإعادة بناء الدبابات الأولى الموجودة لدى الجيش العراقي مثل الدبابة تي-54 وتي-55 وكذلك تي-62. لكن إنتاج دبابات أسد بابل لم يبدأ حتى عام 1989 م حيث تطلب توقيع عقد مع شركة بولندية بتوفير بعض القطع الضرورية للتجميع لكن هذه الجهود تم تحجيمها بشكل كبير يوم أن غزو الكويت عام 1990 م حيث أصدرت الأمم المتحدة قرارا ً بقطع بيع السلاح للعراق مما أدى إلى استحالة إدخال هذه القطع لدبابات الجيش العراقي بشكل قانوني.

## المواصفات
في أغلب الجوانب، نستطيع أن نقول أن أسد بابل تطابق في مظهرها النموذج المبسط من الدبابة الروسية تي-72 (T-72 M). لكن الدبابة العراقية تحتلف بعض الشيء، حيث تم تحديث الـ تي-72 وإضافة مميزات أخرى مثل المنظار الليزري الذي يحدد مسافة الأجسام البعيدة باستخدام الليزر حيث تمت إضافته للمدفع الرئيسي للدبابة وتم كذلك تحسين تدريع الدبابة بشكل أكبر. الجدير بالذكر أن بعض المصادر تذكر أن المخابرات الأمريكية كانت تعتقد في وجود منظار حراري بلجيكي الصنع للدبابة ونفس المصادر تذكر كذلك أنه تم تحسين قدرة الدبابة في محو أثر الجنازير من علي الرمل والطين مما جعلها تتفوق على الدبابة T-72 الأصلية المستخدمة في الجيش الروسي.

## الأداء
هناك اعتقاد شائع إن أسد بابل هي أكثر الدبابات استخداما ً في الجيش العراقي خلال حرب الخليج الثانية عام 1991، لكن الحقيقة أن هذا اللقب يعود للدبابات الصينية نوع 69 (Type 69) المصنوعة في الصين والمعدلة في العراق. على عكس الحرس الجمهوري حيث كانت جميع دباباته دبابات مصنوعة في العراق من نوع أسد بابل.

### عملية عاصفة الصحراء 1990
بدأ الهجوم الأرضي في 24 فبراير 1991 وأستمر حتى فبراير 27 عندما أعلن بوش الأب وقف إطلاق النار الأحادي بعدما أخرجت جميع وحدات الجيش العراقي. كانت مشاركة أسد بابل في معظمها مع الحرس الجمهوري وتحديدا ً في الفرقة المسماة «توكلنا» في اليوم الثالث من العملية. الفرقة تم إنهائها بهجوم مشترك في وقت واحد لأكثر من فرقة ميكانيكة أمريكية.

#### في مواجهة الأبرامز الأمريكية
إذا أخذنا في الحسبان أن تقنية دبابة أسد بابل تتأخر عن دبابات لأبرامز بقرابة الخمس عشرة سنة، فإنه من الطبيعي في حين المواجهة أن يلعب هذا التفوق التقني لعبته لصالح الأبرامز وهذا ما حصل في معظم المواجهات حيث تكبدت الدبابات خسائر كبيرة. ولكن بعض المصادر الأمريكية تؤكد تدمير دبابتين من نوع أبراماز بواسطة أسد بابل، حيث يذكر الجنرال روبرت سكيلز (Robert Scales) التحاما ً عراقيا ً أمريكيا ً دمرت فيه دبابتين أمريكيتين بواسطة مدافع أسد بابل (125 مم).
الالتحام حدث في 26 فبراير من عام 1991 بين فرقة «توكلنا» من الحرس الجمهوري والفرقة الأمريكية (Tf 1-37th armor) من الفرقة المدرعة الأمريكية الأولى حيث تمت إصابة دبابتين من نوع أبرامز من الخلف حسب المصدر الأمريكي.

#### في مواجهة مدرعة البرادلي الأمريكية
حسب المصادر الأمريكية، دبابة أسد بابل دمرت ثلاث مدرعات إمريكية من نوع أم2 برادلي وإعطاب عدة مدرعات أخرى من نفس النوع خلال عملية عاصفة الصحراء جميعها كانت في 26 فبراير من عام 1991. أغلب هذه الإصابات هي نتيجة لطبيعة استخدام مدرعات البرادلي، حيث تستخدم للاستطلاع وترسل قريبا جدا من خطوط العدو.
ودمرت مدرعة البرادلي عدد من دبابات أسد بابل العراقية باستخدام قذائف من نوع بي جي إم-71 تاو اثناء المواجهة.

### غزو العراق 2003

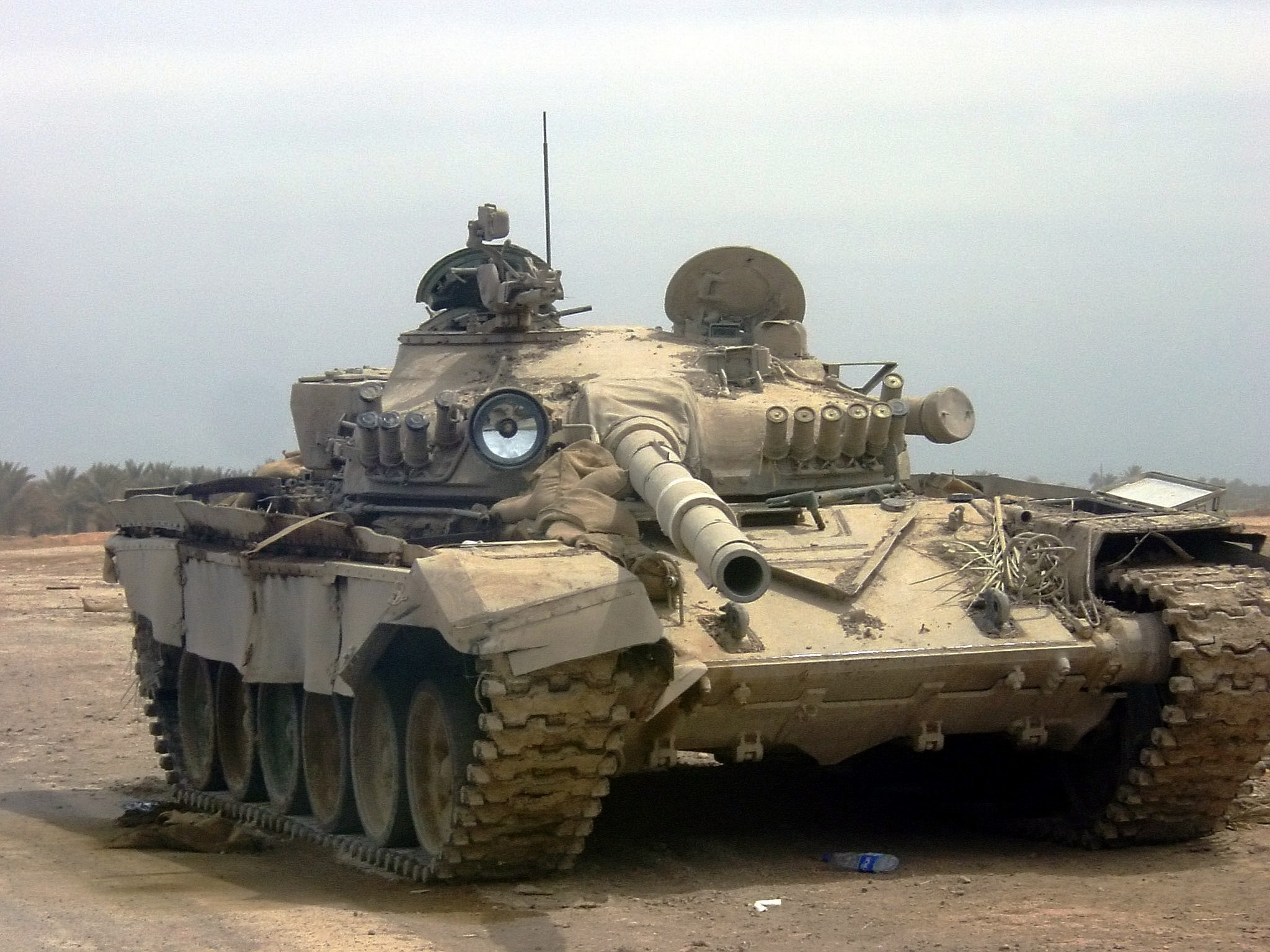
دبابة أسد بابل متروكة على اطراف بغداد عام 2003.

اثناء الغزو الأمريكي للعراق كانت معظم دبابات أسد بابل بحوزة فرقة «المدينة» من الحرس الجمهوري حيث تم نشرها حول بغداد لحماية العاصمة. منذ أن بدأت الحرب وتقدم الإمريكيون نحو بغداد بدأت عمليات الدفاع والمقاومة وكانت معظمها بواسطة وحدات مختلفة من الجيش ومسلحة بدبابات صينية من نوع 69 (Type 69) ودبابات من نوع تي-62. خلال تقدم القوات الأمريكية نحو بغداد تمت إصابة مدرعة أمريكية من نوع برادلي بواسطة مدفع 125 مم قرب مطار بغداد. بعض المصادر الأخرى تشكك في الرواية السابقة وتؤكد إصابة البرادلي بواسطة دبابة من نوع 69 (Type 69) معدلة من قبل العراقيين ومجهزة بمدفع 57 مم.
وقعت الحادثة في يوم 25 آذار، حيث وقعت الأباتشي وسط كمين أعدته وحدة من الحرس الجمهوري بدبابات أسد بابل وبعض الأنظمة المضادة للطائرات، إذ تمت مفاجأة 34 مروحية أمريكية بهجوم ناري قوي من مدافع دبابات وأنظمة مضادة للطائرات. حسب المصادر العراقية، ونتج عن الكمين سقوط مروحية اباتشي. لكن ترجح المصادر الأمريكية إسقاطها برشاش 23 مم. قائد الأباتشي وقع في الاسر.

## مصير أسد بابل
يعتقد بأن بعض الدبابات التي نجت من الحرب وفي حالة سليمة تستخدم مع الجيش العراقي الجديد، لكن من المعلوم كذلك أن الحكومة العراقية طلبت مجموعة دبابات مستخدمة من نوع تي-72 المشابهة لـ أسد بابل من هنغاريا.